# Матч всех звёзд женской НБА 2023 года
Матч всех звёзд женской НБА 2023 года (англ. 2023 WNBA All-Star Game) — ежегодная показательная баскетбольная игра, прошедшая в субботу, 15 июля 2023 года, в Лас-Вегасе (штат Невада) на домашней арене клуба «Лас-Вегас Эйсес» «Микелоб Ультра-арена». Встреча стала восемнадцатым матчем всех звёзд (ASG), который начиная с 2018 года изменил свой формат, в истории женской национальной баскетбольной ассоциации (ЖНБА) и третьим, прошедшем в Лас-Вегасе. Встреча транслировалась кабельным спортивным каналом ESPN на телевизионном канале ABC в США, на каналах TSN4 и SN360 в Канаде (в формате HD TV) в 8:30 по Североамериканскому восточному времени (ET), а судьями на этой игре работали Эрик Брютон, Рэнди Ричардсон и Эшли Глосс.
Команда Брианны Стюарт под руководством Стефани Уайт без особой борьбы переиграла команду Эйжи Уилсон Бекки Хэммон со счётом 143:127. До конца сезона 2017 года в играх всех звёзд противостояли сборные Запада и Востока, в них Запад выиграл 10 игр, а Восток только 4, но в сезоне 2018 года после изменения формата матча стали играть команды игроков, занявших первые два места по итогам традиционного электронного голосования, которые за несколько дней до начала игры путём драфта выбирали себе по очереди игроков стартового состава и резевистов. Самым ценным игроком этого матча была признана Джуэл Лойд, представляющая на нём клуб «Сиэтл Шторм», которая выиграла этот почётный приз впервые, попутно став самым результативным игроком игры всех звёзд (31), перекрыв результат Майи Мур и Келси Плам 2015 и 2022 годов. Кроме того эта игра стала самой результативной из уже проведённых, покорив суммарный итог матча всех звёзд женской НБА 2019 года (129:126).

## Матч всех звёзд

### Составы команд
5 июня лига объявила, что в 2023 году процесс отбора состава будет аналогичен матчу всех звёзд ВНБА 2022 года. Болельщики, игроки, главные тренеры, спортивные журналисты и радиовещатели могли проголосовать за лучших звёзд. Все категории голосующих могли заполнить выборный бюллетень из четырёх защитников и шести игроков передней линии. Игроки и тренеры не могли голосовать за своих товарищей по команде и собственных подопечных. Голосование началось в среду, 7 июня, в 14:00 по восточному времени (ET) и завершилось в среду, 21 июня, в 23:59 по ET. В процентном соотношении голосование было распределено следующим образом: болельщикам отводилось 50%, игрокам и тренерам и спортивным СМИ по 25%.
Десять лучших игроков по результатам этого голосования были сразу отобраны для матча звёзд и считались игроками стартового состава. Их имена были объявлены 25 июня 2023 года. После объявления игроков старта главные тренеры ещё выбрали двенадцать резервистов. Тренеры голосовали за трёх защитников, пять игроков передней линии и четырёх игроков на каждой позиции независимо от конференции. Они опять же не могли голосовать за своих собственных подопечных. Резервисты были объявлены 1 июля 2023 года. Два лучших игрока, набравших наибольшее количество голосов, стали капитанами команд матча звёзд и выбирали свои команды сначала из числа восьми оставшихся игроков стартового состава, а затем из двенадцати резервистов. Специальный выпуск, посвящённый комплектованию состава команд предстоящего матча всех звёзд, транслировался 8 июля 2023 года на спортивном канале ESPN.
Игроки для матча всех звёзд были выбраны путём голосования, описанного выше. Игроки стартового состава были объявлены 25 июня 2023 года, а Эйжа Уилсон из «Лас-Вегас Эйсес» и Брианна Стюарт из «Нью-Йорк Либерти» лидировали по результатам голосования среди болельщиков. Уилсон и Стюарт назначили капитанами команд, кроме того они были вызваны на матч всех звёзд уже в пятый раз.
В этом году большинство игроков стартового состава матча звёзд представляли баскетболистки клубов Западной конференции, их было сразу восемь, а из Восточной только две. Бриттни Грайнер из «Финикс Меркури» и Ннека Огвумике из «Лос-Анджелес Спаркс» были вызваны в стартовую переднюю линию, причём заработали они уже свой девятый и восьмой вызов на матч всех звёзд. Сату Сабалли из «Даллас Уингз» и Алия Бостон из «Индиана Фивер» замкнули переднюю линию, получив свой второй и первый выбор на матч звёзд. Челси Грей и Джеки Янг из «Лас-Вегас Эйсес», Джуэл Лойд из «Сиэтл Шторм» и Арике Огунбовале из «Даллас Уингз» составили заднюю линию стартового состава. Грей и Лойд были вызваны уже на свой пятый матч звёзд, а Огунбовале и Янг заработали свой третий и второй вызов на звёздный уик-энд.
Главными тренерами матча всех звёзд стали главные тренеры двух команд независимо от конференции с лучшими текущими показателями по итогам прошедших игр 30 июня 2023 года. Бекки Хэммон, тренер «Лас-Вегас Эйсес», и Стефани Уайт, тренер «Коннектикут Сан», заработали право стать главными тренерами встречи всех звёзд, так как в указанную дату именно эти два клуба занимали две верхние строчки в турнирной таблице сезона 2023 года. Это был второй раз для Хэммон и первый для Уайт, когда они получили право тренировать команды на игре всех звёзд. До этого Уайт была лишь помощником Шерил Рив, главного тренера команды Западной конференции, в игре 2013 года. Хэммон стала главным тренером команды Уилсон, так как её «Эйсес» в указанную дату лидировали в чемпионате, а Уилсон набрала наибольшее количество голосов, Уайт же возглавила тренерский штаб команды Стюарт.
В этом году большинство игроков резервного состава матча звёзд представляли баскетболистки клубов Восточной конференции, их было сразу девять, а из Западной всего три. Резервисты встречи были объявлены 1 июля 2023 года. В резервный состав задней линии включены Кортни Вандерслут (пятый выбор) и Сабрина Ионеску (второй выбор) из «Нью-Йорк Либерти», Кали Коппер (третий выбор) из «Чикаго Скай», Келси Плам (второй выбор) из «Лас-Вегас Эйсес», Келси Митчелл из «Индиана Фивер» и Алиша Грей (обе первый выбор) из «Атланта Дрим».
А в состав резервистов передней линии были включены Елена Делле Донн (седьмой выбор) из «Вашингтон Мистикс», Деванна Боннер (пятый выбор) и Алисса Томас (четвёртый выбор) из «Коннектикут Сан», Нафиса Коллиер (третий выбор) из «Миннесота Линкс», Эзийода Магбигор из «Сиэтл Шторм» и Шайенн Паркер (обе первый выбор) из «Атланта Дрим».

#### Объединённый состав команд
В данной таблице опубликован список игроков, попавших на матч всех звёзд по результатам голосования, согласно конференциям.
| Поз. | Игрок             | Команда           | Выбор |
| ---- | ----------------- | ----------------- | ----- |
| З    | Сабрина Ионеску   | Нью-Йорк Либерти  | 2-й   |
| З    | Кортни Вандерслут | Нью-Йорк Либерти  | 5-й   |
| З    | Алиша Грей        | Атланта Дрим      | 1-й   |
| З    | Келси Митчелл     | Индиана Фивер     | 1-й   |
| З    | Кали Коппер       | Чикаго Скай       | 3-й   |
| Ф    | Райн Ховард       | Атланта Дрим      | 2-й   |
| Ф    | Деванна Боннер    | Коннектикут Сан   | 5-й   |
| Ф    | Алисса Томас      | Коннектикут Сан   | 4-й   |
| Ф    | Брианна Стюарт    | Нью-Йорк Либерти  | 5-й   |
| Ф    | Шайенн Паркер     | Атланта Дрим      | 1-й   |
| Ф    | Елена Делле Донн  | Вашингтон Мистикс | 7-й   |
| Ф/Ц  | Алия Бостон       | Индиана Фивер     | 1-й   |

| Поз. | Игрок            | Команда             | Выбор |
| ---- | ---------------- | ------------------- | ----- |
| З    | Келси Плам       | Лас-Вегас Эйсес     | 2-й   |
| З    | Джеки Янг        | Лас-Вегас Эйсес     | 2-й   |
| З    | Челси Грей       | Лас-Вегас Эйсес     | 5-й   |
| З    | Джуэл Лойд       | Сиэтл Шторм         | 5-й   |
| З    | Арике Огунбовале | Даллас Уингз        | 3-й   |
| Ф    | Эйжа Уилсон      | Лас-Вегас Эйсес     | 5-й   |
| Ф    | Ннека Огвумике   | Лос-Анджелес Спаркс | 8-й   |
| Ф    | Нафиса Коллиер   | Миннесота Линкс     | 3-й   |
| Ф    | Сату Сабалли     | Даллас Уингз        | 2-й   |
| Ц    | Эзийода Магбигор | Сиэтл Шторм         | 1-й   |
| Ц    | Бриттни Грайнер  | Финикс Меркури      | 9-й   |

#### Окончательный состав команд
Драфт матча всех звёзд состоялся 8 июля 2023 года. Эйжа Уилсон и Брианна Стюарт были названы капитанами команд этого показательного матча, так как получили наибольшее количество голосов поклонников. Первые восемь игроков, которые были выбраны на драфте, были стартовыми. Затем были выбраны двенадцать игроков резерва, выбранные главными тренерами команд ЖНБА. Уилсон начала драфт стартовых игроков, потому что у неё было наибольшее количество голосов, в то время как Стюарт начала драфт резервистов.
| Пик                       | Игрок                     | Команда                   | Выбор                     |
| Игроки стартового состава | Игроки стартового состава | Игроки стартового состава | Игроки стартового состава |
| ------------------------- | ------------------------- | ------------------------- | ------------------------- |
| 1-й                       | Челси Грей                | Лас-Вегас Эйсес           | 5-й                       |
| 3-й                       | Джеки Янг                 | Лас-Вегас Эйсес           | 2-й                       |
| 5-й                       | Алия Бостон               | Индиана Фивер             | 1-й                       |
| 7-й                       | Арике Огунбовале          | Даллас Уингз              | 3-й                       |
| Игроки резервного состава |                           |                           |                           |
| 10-й                      | Келси Плам                | Лас-Вегас Эйсес           | 2-й                       |
| 12-й                      | Алиша Грей                | Атланта Дрим              | 1-й                       |
| 14-й                      | Алисса Томас              | Коннектикут Сан           | 4-й                       |
| 16-й                      | Шайенн Паркер             | Атланта Дрим              | 1-й                       |
| 18-й                      | Деванна Боннер            | Коннектикут Сан           | 5-й                       |
| 20-й                      | Елена Делле Донн          | Вашингтон Мистикс         | 7-й                       |

| Пик                       | Игрок                     | Команда                   | Выбор                     |
| Игроки стартового состава | Игроки стартового состава | Игроки стартового состава | Игроки стартового состава |
| ------------------------- | ------------------------- | ------------------------- | ------------------------- |
| 2-й                       | Бриттни Грайнер           | Финикс Меркури            | 9-й                       |
| 4-й                       | Джуэл Лойд                | Сиэтл Шторм               | 5-й                       |
| 6-й                       | Сату Сабалли              | Даллас Уингз              | 2-й                       |
| 8-й                       | Ннека Огвумике            | Лос-Анджелес Спаркс       | 8-й                       |
| Игроки резервного состава |                           |                           |                           |
| 9-й                       | Кортни Вандерслут         | Нью-Йорк Либерти          | 5-й                       |
| 11-й                      | Сабрина Ионеску           | Нью-Йорк Либерти          | 2-й                       |
| 13-й                      | Эзийода Магбигор          | Сиэтл Шторм               | 1-й                       |
| 15-й                      | Нафиса Коллиер            | Миннесота Линкс           | 3-й                       |
| 17-й                      | Келси Митчелл             | Индиана Фивер             | 1-й                       |
| 19-й                      | Кали Коппер               | Чикаго Скай               | 3-й                       |

11 июля 2023 года стало известно, что Елена Делле Донн не сможет принять участие в этом матче, так как в воскресенье, 9 июля, в проигранном матче против клуба «Коннектикут Сан» (84:92) она травмировала лодыжку, в результате чего образовавшееся вакантное место среди резервистов в команде Уилсон заняла Райн Ховард (второй выбор) из «Атланта Дрим».
В данной таблице опубликованы полные составы команд Брианны Стюарт и Эйжи Уилсон предстоящего матча.
| Поз.                                           | Игрок             | Команда             | Выбор             |
| Стартовая пятёрка                              | Стартовая пятёрка | Стартовая пятёрка   | Стартовая пятёрка |
| ---------------------------------------------- | ----------------- | ------------------- | ----------------- |
| З                                              | Джуэл Лойд        | Сиэтл Шторм         | 5-й               |
| Ф                                              | Ннека Огвумике    | Лос-Анджелес Спаркс | 8-й               |
| Ф                                              | Сату Сабалли      | Даллас Уингз        | 2-й               |
| Ф                                              | Брианна Стюарт    | Нью-Йорк Либерти    | 5-й               |
| Ц                                              | Бриттни Грайнер   | Финикс Меркури      | 9-й               |
| Запасные игроки                                |                   |                     |                   |
| З                                              | Сабрина Ионеску   | Нью-Йорк Либерти    | 2-й               |
| З                                              | Кортни Вандерслут | Нью-Йорк Либерти    | 5-й               |
| З                                              | Келси Митчелл     | Индиана Фивер       | 1-й               |
| З                                              | Кали Коппер       | Чикаго Скай         | 3-й               |
| Ф                                              | Нафиса Коллиер    | Миннесота Линкс     | 3-й               |
| Ц                                              | Эзийода Магбигор  | Сиэтл Шторм         | 1-й               |
| Главный тренер: Стефани Уайт (Коннектикут Сан) |                   |                     |                   |

| Поз.                                           | Игрок               | Команда           | Выбор             |
| Стартовая пятёрка                              | Стартовая пятёрка   | Стартовая пятёрка | Стартовая пятёрка |
| ---------------------------------------------- | ------------------- | ----------------- | ----------------- |
| З                                              | Джеки Янг           | Лас-Вегас Эйсес   | 2-й               |
| З                                              | Челси Грей          | Лас-Вегас Эйсес   | 5-й               |
| З                                              | Арике Огунбовале    | Даллас Уингз      | 3-й               |
| Ф                                              | Эйжа Уилсон         | Лас-Вегас Эйсес   | 5-й               |
| Ф/Ц                                            | Алия Бостон         | Индиана Фивер     | 1-й               |
| Запасные игроки                                |                     |                   |                   |
| З                                              | Келси Плам          | Лас-Вегас Эйсес   | 2-й               |
| З                                              | Алиша Грей          | Атланта Дрим      | 1-й               |
| Ф                                              | Райн Ховард[b]      | Атланта Дрим      | 2-й               |
| Ф                                              | Алисса Томас        | Коннектикут Сан   | 4-й               |
| Ф                                              | Деванна Боннер      | Коннектикут Сан   | 5-й               |
| Ф                                              | Шайенн Паркер       | Атланта Дрим      | 1-й               |
| Ф                                              | Елена Делле Донн[a] | Вашингтон Мистикс | 7-й               |
| Главный тренер: Бекки Хэммон (Лас-Вегас Эйсес) |                     |                   |                   |

- a  Игроки, не принимавшие участие в матче из-за травмы.
- b  Игроки, заменившие в нём травмированных.

### Ход матча
| 15 июля 2023 года 8:30 pm (ET) | Протокол | Команда Брианны Стюарт     | 143:127  | Команда Эйжи Уилсон | Микелоб Ультра-арена, Лас-Вегас (штат Невада) Зрителей: 9 472 Судьи: Эрик Брютон № 55 Рэнди Ричардсон № 11 Эшли Глосс № 10 | ABC (HD), TSN4 / SN360 |
| 15 июля 2023 года 8:30 pm (ET) | Протокол | 29:27, 44:36, 37:30, 33:34 |          |                     | Микелоб Ультра-арена, Лас-Вегас (штат Невада) Зрителей: 9 472 Судьи: Эрик Брютон № 55 Рэнди Ричардсон № 11 Эшли Глосс № 10 | ABC (HD), TSN4 / SN360 |
| 15 июля 2023 года 8:30 pm (ET) | Протокол | Джуэл Лойд 31              | Очки     | Келси Плам 30       | Микелоб Ультра-арена, Лас-Вегас (штат Невада) Зрителей: 9 472 Судьи: Эрик Брютон № 55 Рэнди Ричардсон № 11 Эшли Глосс № 10 | ABC (HD), TSN4 / SN360 |
| 15 июля 2023 года 8:30 pm (ET) | Протокол | Бриттни Грайнер 13         | Подборы  | Алия Бостон 11      | Микелоб Ультра-арена, Лас-Вегас (штат Невада) Зрителей: 9 472 Судьи: Эрик Брютон № 55 Рэнди Ричардсон № 11 Эшли Глосс № 10 | ABC (HD), TSN4 / SN360 |
| 15 июля 2023 года 8:30 pm (ET) | Протокол | Брианна Стюарт 9           | Передачи | Челси Грей 7        | Микелоб Ультра-арена, Лас-Вегас (штат Невада) Зрителей: 9 472 Судьи: Эрик Брютон № 55 Рэнди Ричардсон № 11 Эшли Глосс № 10 | ABC (HD), TSN4 / SN360 |

### Полная статистика матча
В данной таблице показан подробный статистический анализ этого матча.

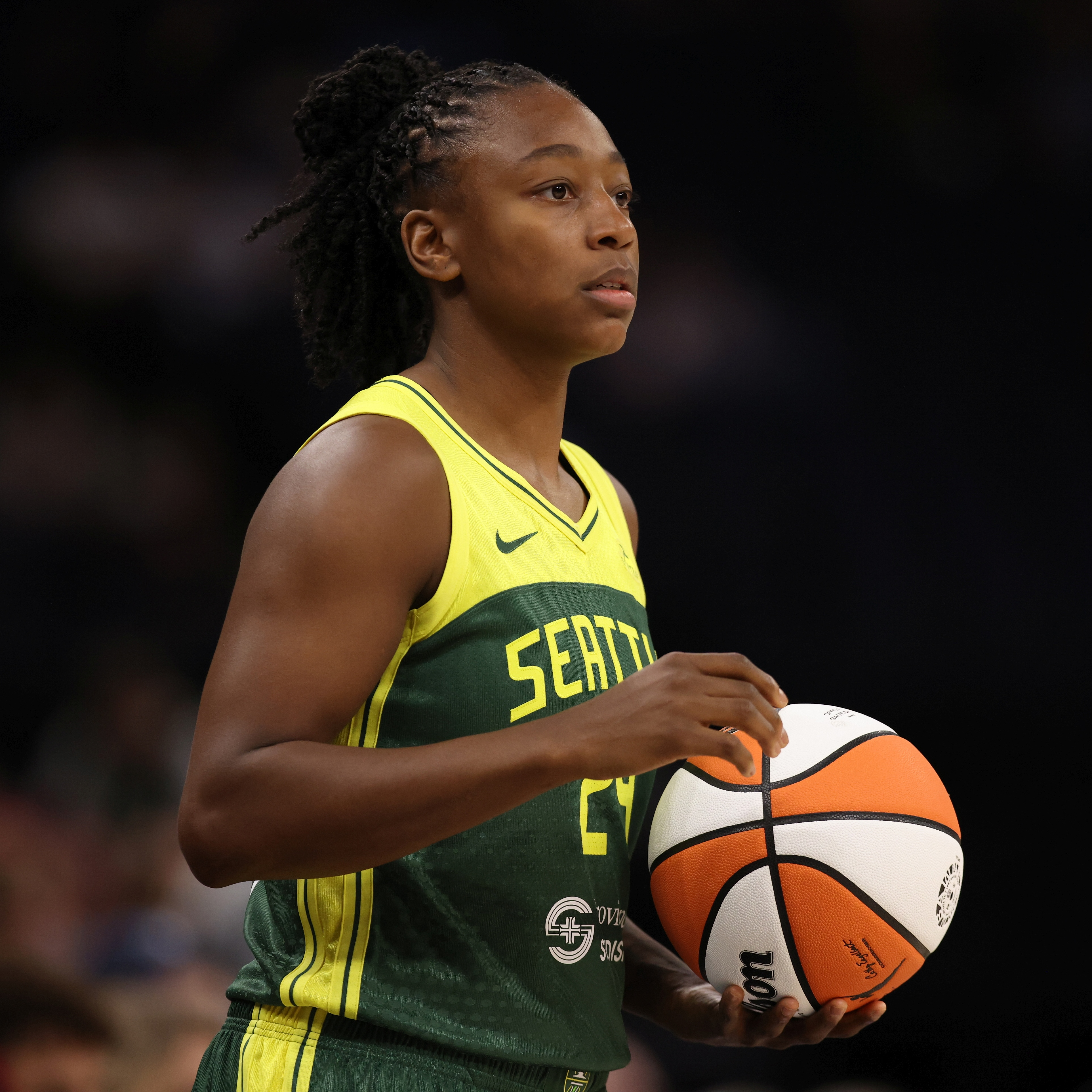
Джуэл Лойд, лучшая по очкам и MVP матча (31)
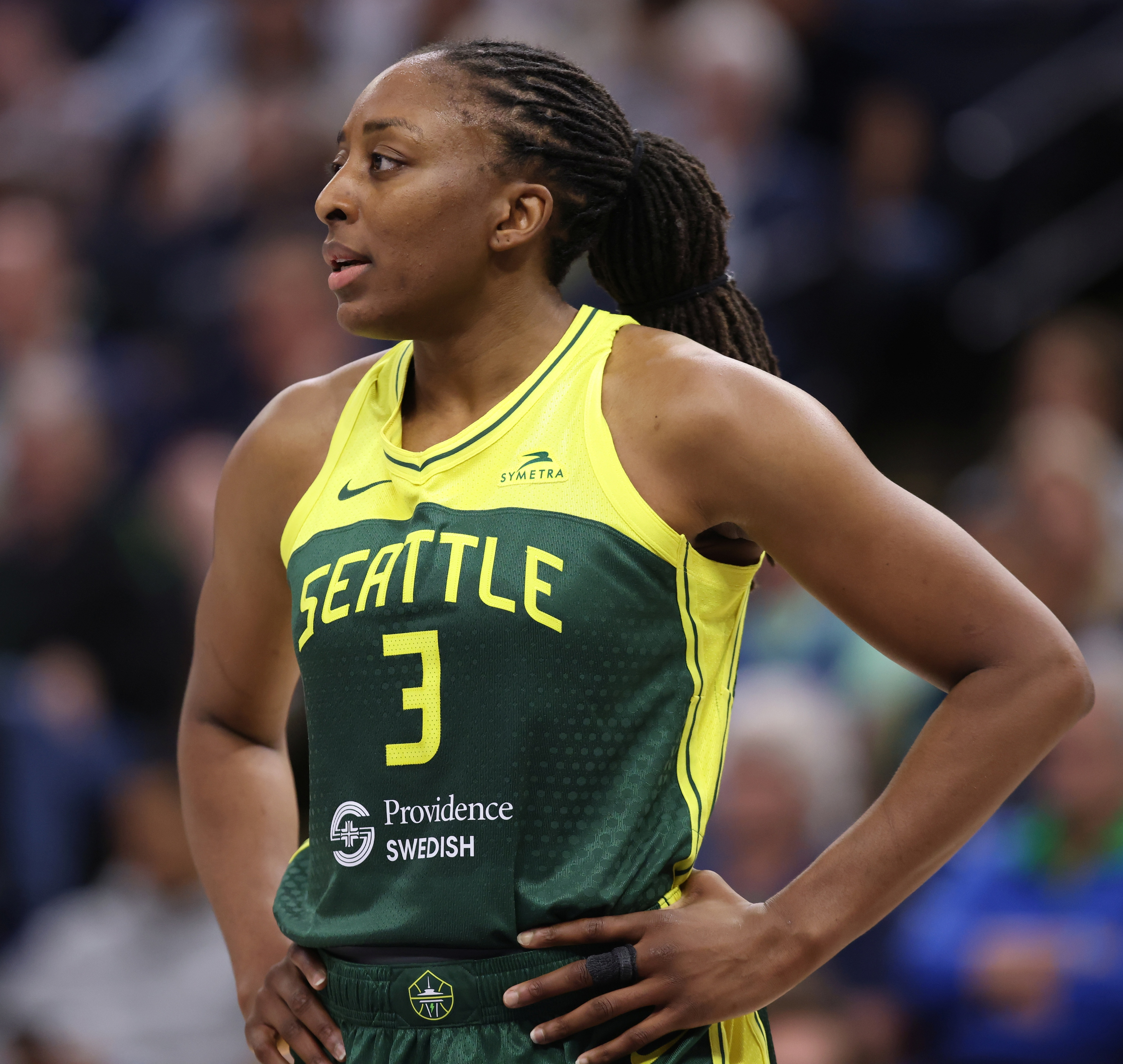
Ннека Огвумике, второй игрок матча по подборам (11)
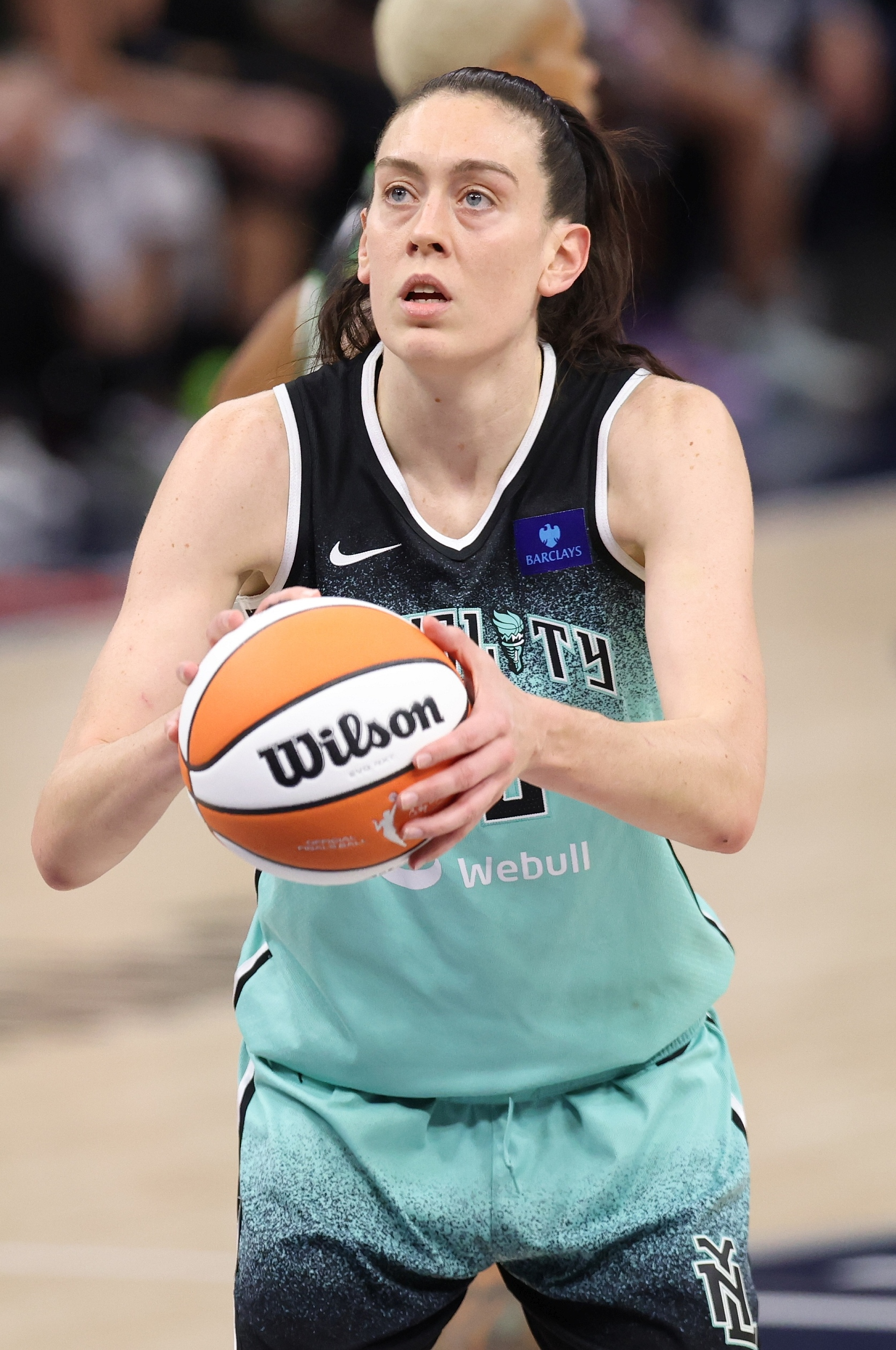
Брианна Стюарт, лучший игрок матча по передачам (9)
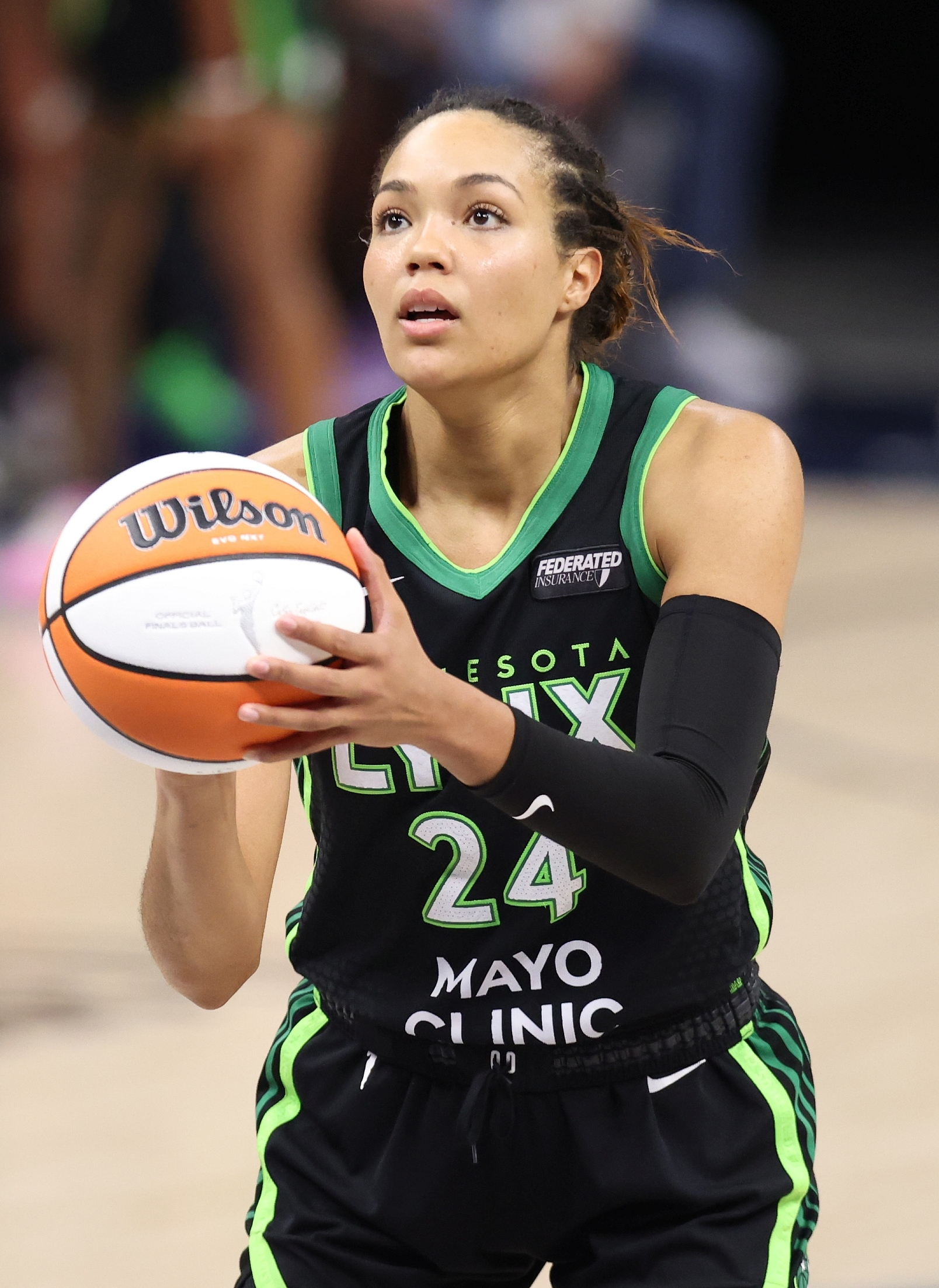
Нафиса Коллиер, лучший игрок матча по перехватам (1)
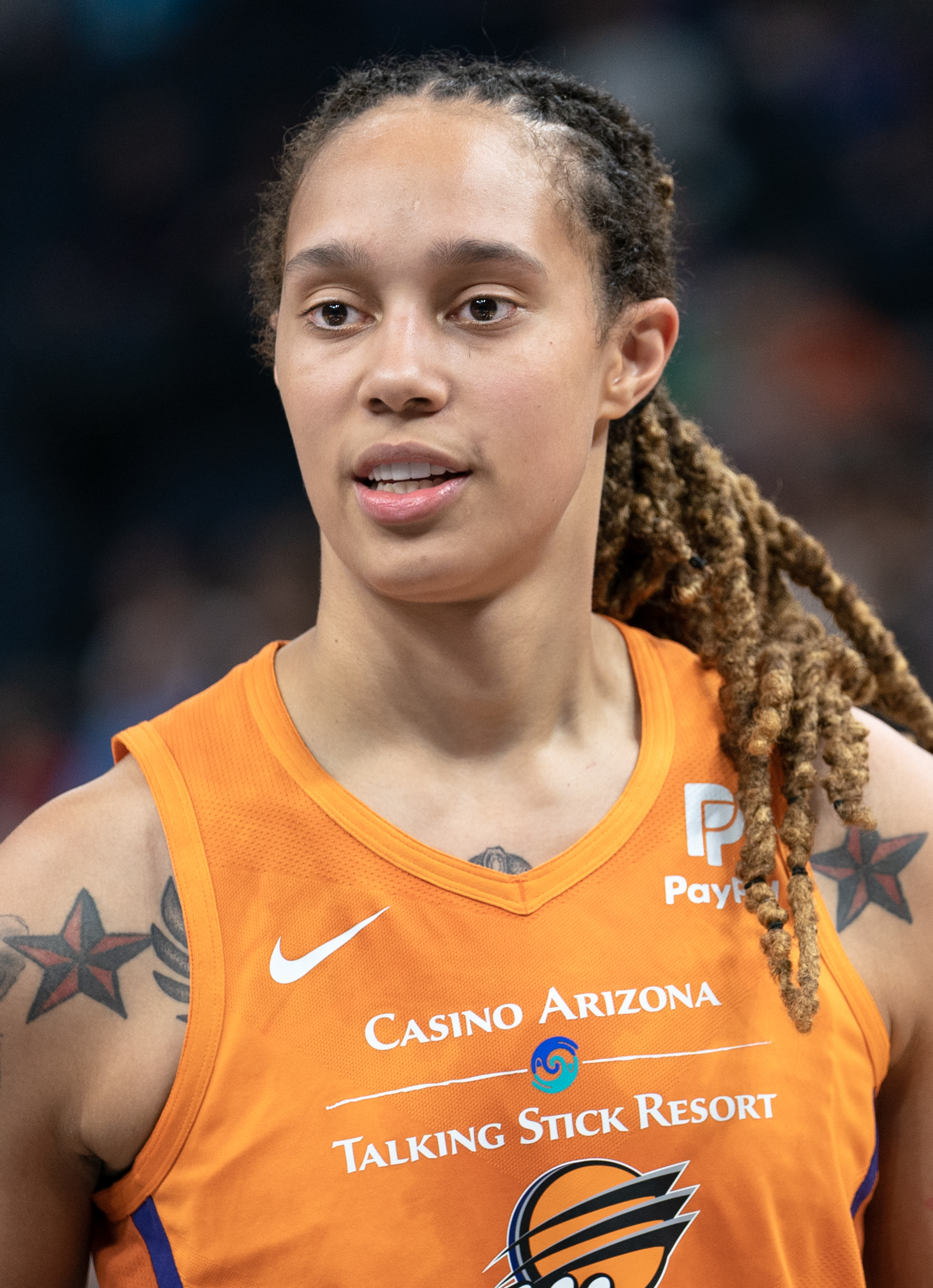
Бриттни Грайнер, лучший игрок матча по блок-шотам (2)

| Команда Брианны Стюарт |                            |        |        |       |     |     |     |     |     |    |    |    |     |    |     |
| Стартовая пятёрка      | Команда                    | MIN    | FG     | 3P    | FT  | OFF | DEF | TOT | AST | ST | BS | BA | TOV | PF | PTS |
| Джуэл Лойд[c]          | Сиэтл Шторм                | 23:49  | 10-22  | 10-21 | 1-1 | 2   | 2   | 4   | 6   | 1  | 0  | 0  | 0   | 1  | 31  |
| Ннека Огвумике         | Лос-Анджелес Спаркс        | 20:03  | 3-5    | 0-1   | 0-0 | 0   | 11  | 11  | 5   | 0  | 0  | 0  | 3   | 0  | 6   |
| Сату Сабалли           | Даллас Уингз               | 21:39  | 9-16   | 1-7   | 0-0 | 4   | 4   | 8   | 1   | 1  | 0  | 0  | 3   | 0  | 19  |
| Брианна Стюарт         | Нью-Йорк Либерти           | 23:49  | 4-11   | 1-5   | 0-0 | 3   | 3   | 6   | 9   | 0  | 0  | 0  | 1   | 0  | 9   |
| Бриттни Грайнер        | Финикс Меркури             | 25:35  | 9-15   | 0-4   | 0-0 | 7   | 6   | 13  | 2   | 0  | 2  | 0  | 0   | 1  | 18  |
| Запасные игроки        |                            |        |        |       |     |     |     |     |     |    |    |    |     |    |     |
| Сабрина Ионеску        | Нью-Йорк Либерти           | 19:57  | 5-12   | 5-12  | 3-3 | 0   | 6   | 6   | 8   | 0  | 0  | 0  | 0   | 0  | 18  |
| Кортни Вандерслут      | Нью-Йорк Либерти           | 10:28  | 1-1    | 0-0   | 0-0 | 0   | 0   | 0   | 1   | 0  | 0  | 0  | 1   | 0  | 2   |
| Келси Митчелл          | Индиана Фивер              | 11:50  | 1-7    | 0-5   | 0-0 | 0   | 3   | 3   | 2   | 0  | 0  | 0  | 0   | 0  | 2   |
| Кали Коппер            | Чикаго Скай                | 14:35  | 7-12   | 2-5   | 0-0 | 2   | 1   | 3   | 0   | 0  | 0  | 0  | 0   | 0  | 16  |
| Нафиса Коллиер         | Миннесота Линкс            | 16:11  | 8-11   | 2-5   | 2-2 | 1   | 5   | 6   | 2   | 1  | 0  | 0  | 0   | 0  | 20  |
| Эзийода Магбигор       | Сиэтл Шторм                | 12:04  | 1-4    | 0-3   | 0-0 | 0   | 4   | 4   | 2   | 0  | 0  | 0  | 1   | 0  | 2   |
| Всего                  |                            | 200:00 | 58-116 | 21-68 | 6-6 | 19  | 45  | 64  | 38  | 3  | 2  | 0  | 9   | 2  | 143 |
| Главный тренер         | Стефани Уайт (Коннектикут) |        |        |       |     |     |     |     |     |    |    |    |     |    |     |

| Команда Эйжи Уилсон |                          |        |        |       |     |     |     |     |     |    |    |    |     |    |     |
| Стартовая пятёрка   | Команда                  | MIN    | FG     | 3P    | FT  | OFF | DEF | TOT | AST | ST | BS | BA | TOV | PF | PTS |
| Джеки Янг           | Лас-Вегас Эйсес          | 21:35  | 2-12   | 2-9   | 0-0 | 2   | 1   | 3   | 2   | 0  | 0  | 0  | 0   | 0  | 6   |
| Челси Грей          | Лас-Вегас Эйсес          | 21:35  | 2-8    | 1-7   | 0-0 | 0   | 6   | 6   | 7   | 1  | 0  | 0  | 1   | 0  | 5   |
| Арике Огунбовале    | Даллас Уингз             | 21:35  | 8-23   | 2-11  | 0-0 | 5   | 1   | 6   | 5   | 1  | 0  | 0  | 0   | 1  | 18  |
| Эйжа Уилсон         | Лас-Вегас Эйсес          | 24:09  | 9-15   | 2-6   | 0-0 | 2   | 3   | 5   | 2   | 0  | 0  | 0  | 0   | 0  | 20  |
| Алия Бостон         | Индиана Фивер            | 18:37  | 3-6    | 0-2   | 0-0 | 5   | 6   | 11  | 2   | 1  | 0  | 0  | 0   | 0  | 6   |
| Запасные игроки     |                          |        |        |       |     |     |     |     |     |    |    |    |     |    |     |
| Келси Плам          | Лас-Вегас Эйсес          | 21:23  | 11-17  | 6-10  | 2-2 | 0   | 1   | 1   | 5   | 0  | 0  | 0  | 2   | 0  | 30  |
| Алиша Грей          | Атланта Дрим             | 18:25  | 4-10   | 1-6   | 1-1 | 0   | 2   | 2   | 1   | 1  | 0  | 0  | 2   | 0  | 10  |
| Райн Ховард         | Атланта Дрим             | 15:21  | 5-15   | 4-13  | 2-2 | 0   | 3   | 3   | 3   | 0  | 0  | 0  | 0   | 0  | 16  |
| Алисса Томас        | Коннектикут Сан          | 09:58  | 1-1    | 0-0   | 0-0 | 0   | 1   | 1   | 1   | 0  | 0  | 0  | 0   | 1  | 2   |
| Деванна Боннер      | Коннектикут Сан          | 08:57  | 0-2    | 0-1   | 0-0 | 0   | 3   | 3   | 1   | 0  | 0  | 0  | 0   | 0  | 0   |
| Шайенн Паркер       | Атланта Дрим             | 18:25  | 5-7    | 3-4   | 1-1 | 2   | 4   | 6   | 2   | 1  | 0  | 0  | 0   | 0  | 14  |
| Всего               |                          | 200:00 | 50-116 | 21-69 | 6-6 | 16  | 31  | 47  | 31  | 5  | 0  | 0  | 5   | 2  | 127 |
| Главный тренер      | Бекки Хэммон (Лас-Вегас) |        |        |       |     |     |     |     |     |    |    |    |     |    |     |

- c  Жирным курсивным шрифтом выделена статистика самого ценного игрока матча.

## Другие события
12 января 2023 года было объявлено, что 14 июля, в канун матча всех звёзд, пройдут конкурс трёхочковых бросков, а также соревнование по баскетбольным умениям, которые транслировались по телевидению на каналах ESPN в США и TSN Network в Канаде. Конкурс трёхочковых бросков спонсировался торговой маркой «Starry», а соревнование по баскетбольным умениям представляла компания «Kia».

### Конкурс трёхочковых бросков
В ежегодном конкурсе по трёхочковым броскам (англ. Three-Point Contest) принимали участие шесть игроков, чьи имена были объявлены 13 июля. В этом году в нём участвовали: победительница конкурса умений Сабрина Ионеску, чемпионка ВНБА Джеки Янг, MVP матча всех звёзд Арике Огунбовале, дебютантка Келси Митчелл и два игрока, ни разу не участвовавшие в матче всех звёзд Сэми Уиткомб и Диджоней Каррингтон. Конкурс по трёхочковым броскам — двухраундовое соревнование на время, в котором пять точек броска расположены вокруг трёхочковой дуги. По правилам этого конкурса претендент должен реализовать насколько возможно больше трёхочковых попыток из пяти различных позиций в течение одной минуты и десяти секунд, чтобы забить как можно больше из 27 мячей. Три участника с наивысшими результатами в первом раунде проходят в финальный раунд. Каждый игрок начинает кидать из одного угла площадки, постепенно перемещаясь от «точки» к «точке» по трёхочковой отметке, пока не достигнет противоположного края площадки. На четырёх из пяти «точек» игроку предоставляется по четыре мяча, каждое попадание оценивается в одно очко, также есть специальный «призовой мяч», достоинством в два балла. Пятая «точка» — специальная стойка «всех призовых мячей», которую каждый участник может разместить в любом из пяти мест, а всякий мяч на этой стойке стоит два очка. Помимо того два мяча были размещены на постаментах между стойками 2 и 3 и 3 и 4, в так называемой «зоне росы», каждый из которых стоит уже три очка.  В случае ничьей будет несколько 30-секундных тай-брейков, прежде чем будет определён победитель.
В первом раунде победила Уиткомб, набрав 28 очков из 40 возможных. Кроме неё во второй раунд также вышли Ионеску и Огунбовале, а Каррингтон, Митчелл и Янг выступили хуже своих соперниц по первому этапу и не смогли пройти в финальный раунд. В финале же лучшей стала уже Ионеску, набрав 37 очков, на одиннадцать больше, чем в первом раунде, а Уиткомб и Огунбовале выступили хуже, чем на первом этапе, набрав всего 22 и 11 очков соответственно. Сабрина сделала 20 точных последовательных бросков в течение раунда и промахнулась всего два раза. Результат в 37 очков стал самым результативным раундом как среди игроков ВНБА так и НБА — предыдущий рекорд ВНБА составлял 30 очков, который Элли Куигли установила в Чикаго в 2022 году, а рекорд НБА составляет 31 очко, который Стефен Карри установил в Атланте в 2021 году, и который Тайриз Халибертон повторил в Солт-Лейк-Сити в 2023 году.

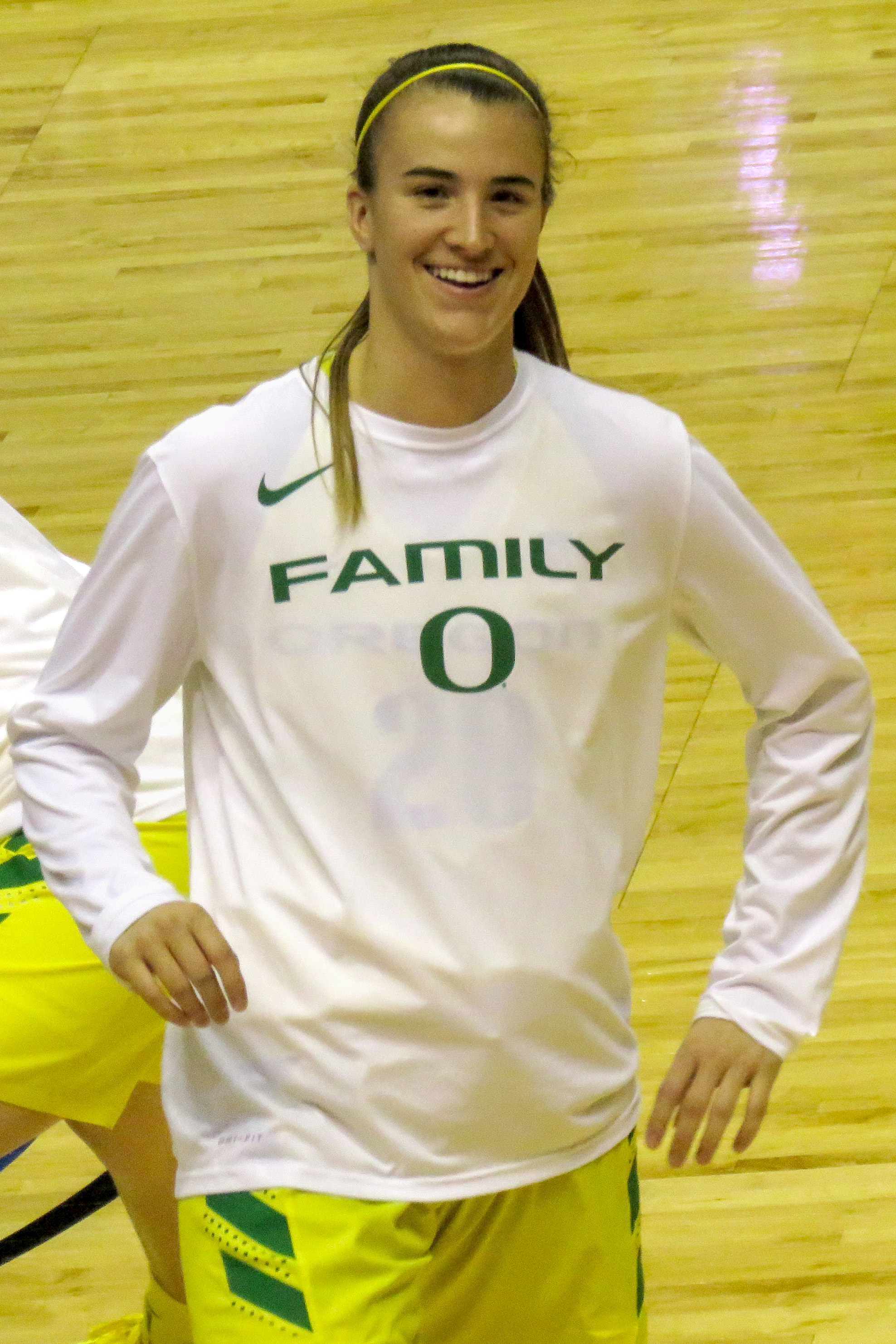
Сабрина Ионеску выиграла конкурс трёхочковых

| Поз. | Игрок               | Команда          | Рост, см | Вес, кг | Попадания | Попытки | Процент | 1-й раунд | 2-й раунд |
| ---- | ------------------- | ---------------- | -------- | ------- | --------- | ------- | ------- | --------- | --------- |
| З    | Сабрина Ионеску     | Нью-Йорк Либерти | 180      | 75      | 54        | 121     | 44,6    | 26        | 37        |
| З    | Сэми Уиткомб        | Сиэтл Шторм      | 178      | 68      | 37        | 101     | 36,6    | 28        | 22        |
| З    | Арике Огунбовале    | Даллас Уингз     | 173      | 75      | 51        | 171     | 29,8    | 21        | 11        |
| З    | Диджоней Каррингтон | Коннектикут Сан  | 180      | 79      | 14        | 36      | 38,9    | 18        | DNQ       |
| З    | Келси Митчелл       | Индиана Фивер    | 173      | 70      | 48        | 129     | 37,2    | 15        | DNQ       |
| З    | Джеки Янг           | Лас-Вегас Эйсес  | 183      | 75      | 50        | 103     | 48,5    | 15        | DNQ       |

### Соревнование по баскетбольным умениям
11 июля 2023 года ЖНБА объявила восемь участников, которые будут участвовать в соревновании по баскетбольным умениям (англ. Skills Challenge). Skills Challenge представляли собой команды, состоящие из игроков, отобранных для матча всех звёзд из одного клуба. Они соревновались в двухраундовом соревновании с полосой препятствий, эстафете, которая проверяет навыки дриблинга, паса, ловкости и бросков. В первом раунде все четыре команды соревновались в одной гонке на время, сначала полосу препятствий проходил первый участник, а за ним следовал его товарищ по команде. Две команды, успешно прошедшие эстафету с лучшим временем, перешли в финальный раунд и соревновались на той же трассе уже за чемпионство. В случае ничьей, если было необходимо определить команду, которая выйдет в финальный раунд или определит чемпиона, команды с равным результатом должны были повторить трассу.
Команды «Эйсес» и «Либерти» по итогам первого раунда соревнования показали лучшие результаты, при этом команда «Эйсес» показала лучшие секунды. Во время финального раунда команда «Либерти» прошла полосу первой и показала результат в 58,0 секунд. Команда «Эйсес» прошла трассу второй и без проблем превзошла время команды «Либерти». Келси Плам и Челси Грей, представлявшие команду «Эйсес», показали в финальном раунде результат в 45,0 секунд, опередив «Либерти» на 13,0 секунд, и были признаны победителями Skills Challenge.
| Поз. | Игроки                              | Команда          | Рост, см | Вес, кг | 1-й раунд | 2-й раунд |
| ---- | ----------------------------------- | ---------------- | -------- | ------- | --------- | --------- |
| З    | Челси Грей и Келси Плам             | Лас-Вегас Эйсес  | 180 173  | 77 66   | 45,9      | 45,0      |
| З    | Сабрина Ионеску и Кортни Вандерслут | Нью-Йорк Либерти | 180 173  | 75 62   | 47,8      | 58,0      |
| З Ф  | Арике Огунбовале и Сату Сабалли     | Даллас Уингз     | 173 193  | 75 79   | 52,6      | DNQ       |
| З Ф  | Алиша Грей и Шайенн Паркер          | Атланта Дрим     | 183 193  | 76 88   | 58,7      | DNQ       |